# Ахметшина, Эльмира Габдулловна
Эльмира Габдулловна Ахметшина (род. 13 апреля 1969 года, Набережные Челны, РСФСР, СССР) — российский дизайнер, член-корреспондент РАХ (2023).

## Биография
Родилась 13 апреля 1969 года в Набережных Челнах, живёт и работает в Казани.
В 1991 году — окончила Набережночелнинский государственный педагогический институт по специальности «учитель изобразительного искусства, черчения и труда».
В 2000 году — окончила аспирантуру Казанского государственного университета, защитив кандидатскую диссертацию, тема: «Преемственность в развитии художественной культуры личности в системе: „дошкольное образовательное учреждение — школа — вуз“: Средствами ИЗО».
В 2021 году — присвоено учёное звание доцента.
С 2016 года — член Союз дизайнеров, с 2022 года — член Евразийского союза дизайнеров.
В 2022 году — избрана академиком Казахской национальной академии дизайна.
Работает в Набережночелнинском государственном педагогическом университете: заместитель декана, декан художественно-графического факультета.
С 2003 года — доцент кафедры общественно-гуманитарных наук, с 2003 по 2007 годы — проректор по учебной и научной работе, ректор Частного образовательного учреждения высшего профессионального образования «Камский институт искусств и дизайна».
С 2017 по 2021 годы — заведующая кафедрой дизайна Института филологии и межкультурной коммуникации, с 2021 года — доцент кафедры татаристики и культуроведения Института филологии и межкультурной коммуникации Казанского федерального университета.
В 2023 году — избрана членом-корреспондентом Российской академии художеств от Отделения дизайна.

## Творческая и общественная деятельность
Автор более 20 учебных и учебно-методических пособий, научных публикаций в российских и международных изданиях:
- монография «Изобразительный язык дизайнера» (в соавторстве с Л. Р. Мухаметзяновой, И. З. Раузеевым. Казань: изд-во КФУ, 2021);
- каталог Всероссийского пленэра, посвященного 1100-летию принятия ислама Волжской Булгарией (в соавторстве с И. Ф. Ахметшиной, 2022);
- учебный курс для школ полилингвального типа для 1-4 классов «Художественная культура народов Республики Татарстан» (в соавторстве с И. Ф. Ахметшиной, 2023);

научные статьи:
- «Развитие методов организации учебного процесса и освоения материала по художественным дисциплинам» // Международная научная конференция (Казань: 2014);
- «Исторические аспекты развития системы художественного образования в России XVIII—XX вв.» // Сборник статей IV Международной научно-практической конференции (Ставрополь.: Центр научного знания «Логос», 2014);
- «Культура политической коммуникации в социальных сетях в республике» // журнал «Ревиста сан грегорио» (в соавторстве с И. Ф. Ахметшиной. Испания, 2017);
- «Место и роль музейной педагогики в системе высшего художественно-педагогического образования» // Вестник Национальной академии управленческих кадров культуры и искусств (в соавторстве Л. Х. Кадыйровой. 2017);
- «Педагогические подходы в системе развития художественной культуры личности» // журнал «Ревиста сан грегорио» (в соавторстве Л. Х. Кадыйровой. Испания, 2017);
- «Системная диагностика уровня развития художественной культуры личности ребёнка» // журнал «Филология и культура», № 51 (Казанский федеральный университет, 2015);
- «Педагогический потенциал национального искусства в системе развития художественной культуры личности» // Международный конгресс турецкого искусства, истории и фольклора (2018);
- «Принципы реализации многокультурной образовательной модели изобразительного искусства в Республики Татарстан» // Журнал «Современные дилеммы: образование, политика и ценности» (в соавторстве с Л. Х. Кадыйровой, Т. Р. Кадыйровым, И. А. Перемысловым. Испания, 2018);
- «Анализ структуры и тектоники на основе архитектуры и проектирования» // Журнал «Спираль», Том 9 (В соавторстве с Р. Ф. Мирхасановым, А. Р. Гатиной. 2019);
- «Визуальные средства проектирования и пластического моделирования» // Вестник НАМНЦА, № 3(2) (в соавторстве с Л. Мухаметзановой, Ю. Емановой, М. Яо, З. Мискиченковой, А. Силуяничевым, 2018);
- «Повышение квалификации бакалавров-дизайнеров средствами информационно-коммуникационных технологий» // Международный журнал инновационных технологий и исследовательской инженерии, Том 9 (в соавторстве с Л. Х. Кадыйровой, Л. Зариповой, И. А. Перемысловым, 2019);
- «Исследование влияния ценностно-смысловых предпочтений будущих дизайнеров на их подготовку к профессиональной деятельности» // Журнал «Современные дилеммы: образование, политика и ценности», № 7 (в соавторстве с З. Галеевой, Е. Габдрахмановой, 2019);
- «Проектное мышление как основа дизайнерского творчества: содержание и особенности его развития у бакалавров-дизайнеров» // Международный журнал высшего образования, Том 9, № 8 (в соавторстве с Л. Х. Кадыйровой, Р. Н. Шамсутдиновым, Т. Р. Кадыйровым, 2020).

Основные дизайн-проекты:
- фирменный стиль Года Татарстана в Таджикистане по заказу Министерства культуры Республики Татарстан (в соавторстве с А. Ф. Нуруллиным, 2015);
- фирменный стиль и система навигации Института филологии и межкультурной коммуникации Казанского Федерального университета (2019);
- реконструкция и дизайн общественных пространств: учебные аудитории, библиотека КФУ, актовый зал (Казань, 2019—2021);
- дизайн-проект зала почета М. Ш. Шаймиева в КФУ (Казань, 2020—2021);
- фирменный стиль Всероссийского пленэра, посвященного 1100-летию принятия ислама Волжской Булгарией (в соавторстве с Н. Шаймардановой, И. Ахметшиной, 2021);
- разработка, реализация научной и дизайн концепции Музея образования в Республике Татарстан «Белем» (2024).

Член комиссии республиканского конкурса «Художник года» (2018, 2019, 2020); исполнительный директор Всероссийского пленэра, посвященного 1100-летию принятия ислама Волжской Болгарией (2022) и Международного фестиваля исламского искусства «Остабике — хранительница традиций» (2024).
Участник выставок с 1996 года, среди которых выставка по итогам Всероссийского пленэра, посвященного 1100-летию принятия ислама Волжской Булгарией «С востока свет» (Чебоксары, Симферополь, Казань, Москва, Владивосток, 2022—2023). Персональная выставка: «Весна проснётся в цветах» в выставочном зале «Манзара» Казанского федерального университета (Казань, 2023).

## Награды
- Лауреат Международного конкурса инноваций в образовании (2014);
- Благодарственное письмо Министерства образования и науки Республики Татарстан (2017): наставнику, подготовившему лауреата премии Президента Российской Федерации по поддержке талантливой молодежи в рамках приоритетного национального проекта «Образование»;
- диплом Министерства образования и науки РТ за участие в организации и проведении Года Л. Толстого в Республике Татарстан (2018);
- диплом Россотрудничества за организацию международных мастер-классов по национальным промыслам Татарстана для старшеклассников, организованных на базе Россотрудничества в городе Ош (Кыргызстан, 2018);
- диплом ректора КФУ за участие в организации и проведении Года Л. Толстого в РТ (2018);
- благодарственное письмо президента МОА «Союз дизайнеров» "За помощь и содействие в проведении международной выставки «Хрупкое достояние человечества» (2019);
- благодарственное письмо Председателя государственного совета Республики Татарстан Ф. Х. Мухаметшина «За существенный вклад в социально-экономическое и культурное развитие Республики Татарстан» (2019);
- благодарность ректора Актюбинского регионального государственного университета имени К. Жубанова (2019) — за деятельное участие в организации и содействии международной программы по академической мобильности между ВУЗами;
- Почётная грамота Татарского республиканского комитета профсоюза работников народного образования и науки (2000) — за общественную деятельность в области культуры и искусства;
- Нагрудный знак Министерства образования и науки Республики Татарстан «За заслуги в образовании» (2021);
- благодарственное письмо ректора Донского государственного технического университета (2021) — за помощь в проведении академического пленэра РАХ-ДГТУ на базе СОСК ДГТУ «Радуга» в п. Дивноморское;
- благодарственное письмо Министерства культуры по делам национальностей и архивного дела Чувашской Республики за организацию и проведение выставки по итогам Всероссийского пленэра, посвященного 1100-летию принятия ислама Волжской Булгарии (2022);
- благодарственное письмо Духовного собрания мусульман России за организацию и проведение Всероссийского пленэра, посвященного 1100-летию принятия ислама Волжской Булгарии (2022).

Награды РАХ
- Медаль «Достойному» РАХ (2012) — за плодотворную педагогическую деятельность в области художественного образования